# Euriphene winifredae
Euriphene winifredae är en fjärilsart som beskrevs av Fox 1965. Euriphene winifredae ingår i släktet Euriphene och familjen praktfjärilar. Inga underarter finns listade i Catalogue of Life.